# Circuito callejero de Santiago
El circuito callejero de Santiago, también denominado circuito del parque Forestal, fue un circuito urbano de automovilismo en la ciudad de Santiago, capital de Chile. Fue creado y utilizado una sola vez, para la primera edición del Santiago ePrix de la Fórmula E en 2018.
La ruta rodea parte importante del parque Forestal, cruzando algunos sectores de interés patrimonial y turístico como los barrios Lastarria, Bellas Artes y Bellavista.
La pista tiene un largo de 2,46 km y un total de 12 curvas, que recorren parte de la comuna de Santiago y los límites de esta con las comunas de Recoleta y Providencia.

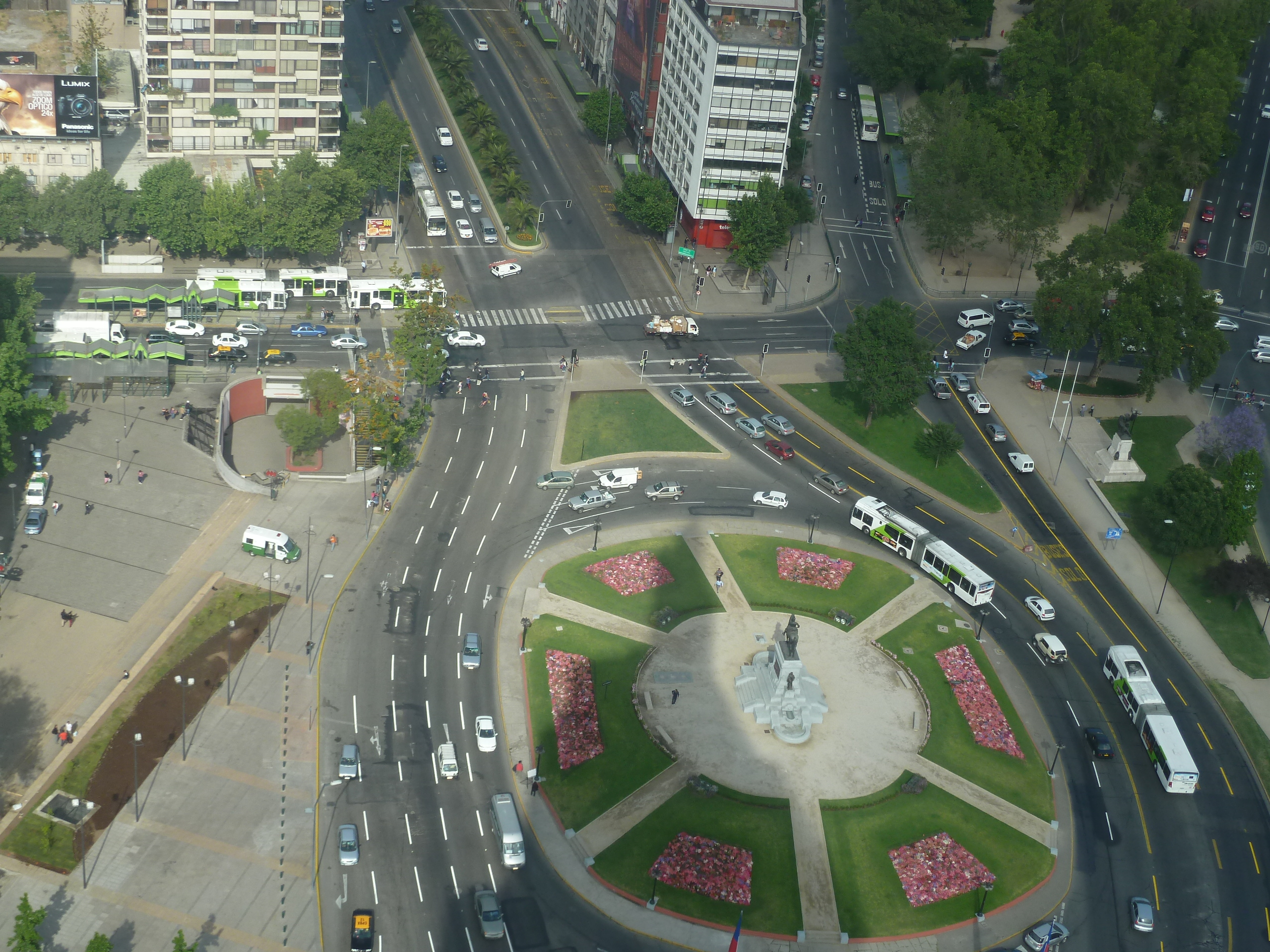
Vista de la plaza Baquedano, punto que el circuito rodea antes de continuar por la Alameda

## Ruta
El inicio de la ruta se ubica a lo largo de la avenida Santa María, en la ribera norte del río Mapocho. La ruta continúa hacia el este, girando a la altura de la Facultad de Derecho de la Universidad de Chile, cruzando el río por el puente Pío Nono y luego rodeando las plazas Italia y Baquedano. Luego se dirige al oeste por la Alameda, la principal avenida de la ciudad, hasta llegar a la altura del Centro Cultural Gabriela Mistral. Allí, retorna por la Alameda hacia el oriente hasta tomar la calle Irene Morales, girando hacia la calle Merced. En este sector está el acceso al pit stop, ubicado en el sector nororiente del parque Forestal.
La ruta toma el lado sur del parque Forestal por la calle Merced, a la altura de la Fuente Alemana, hacia el oeste. Al llegar a la calle Purísima, la ruta gira por esta calle, cruzando el parque, y bordeando su sector norte por la avenida Cardenal Caro hasta la esquina con José Miguel de la Barra, frente al Museo de Bellas Artes. Para finalizar la ruta, esta cruza nuevamente a la ribera norte del Mapocho por el puente Loreto, retomando el camino por la avenida Santa María.

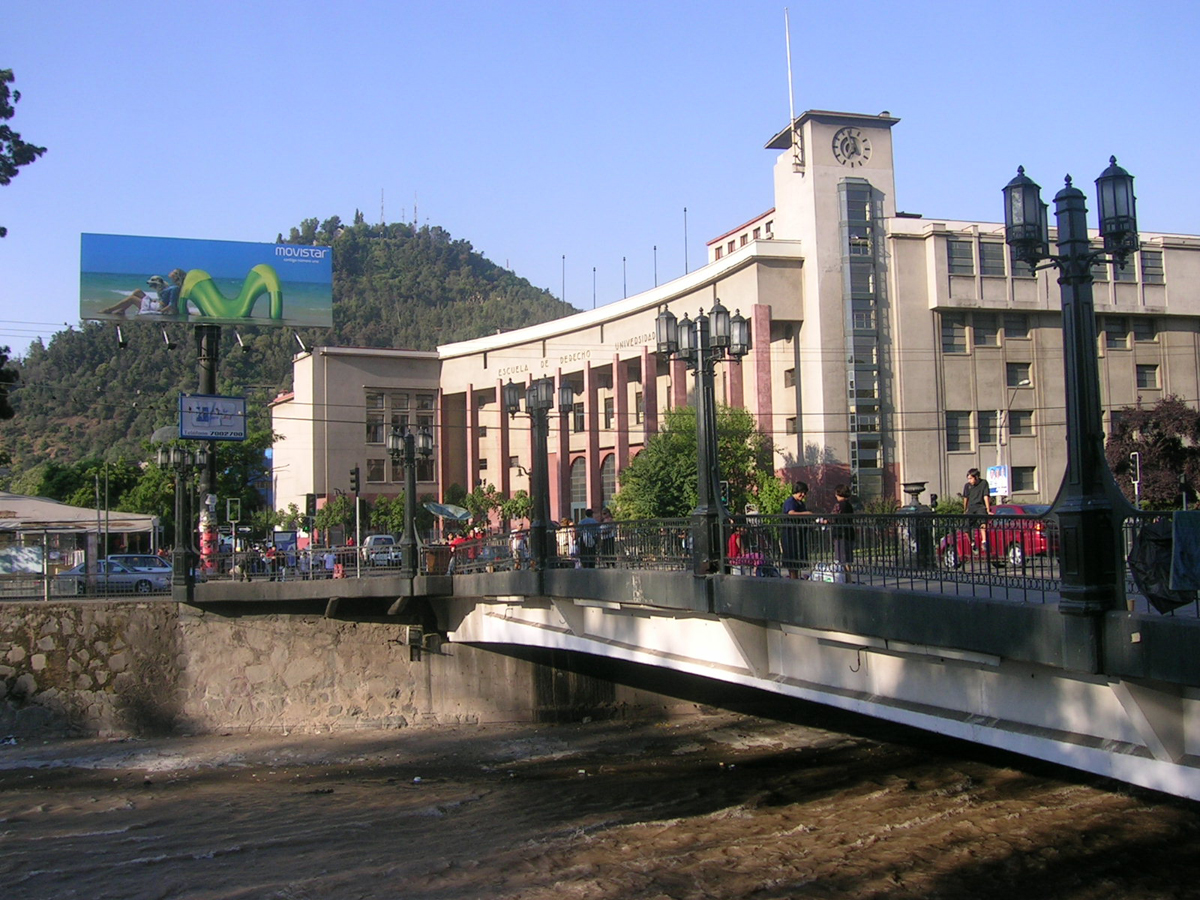
Facultad de Derecho y puente Pío Nono
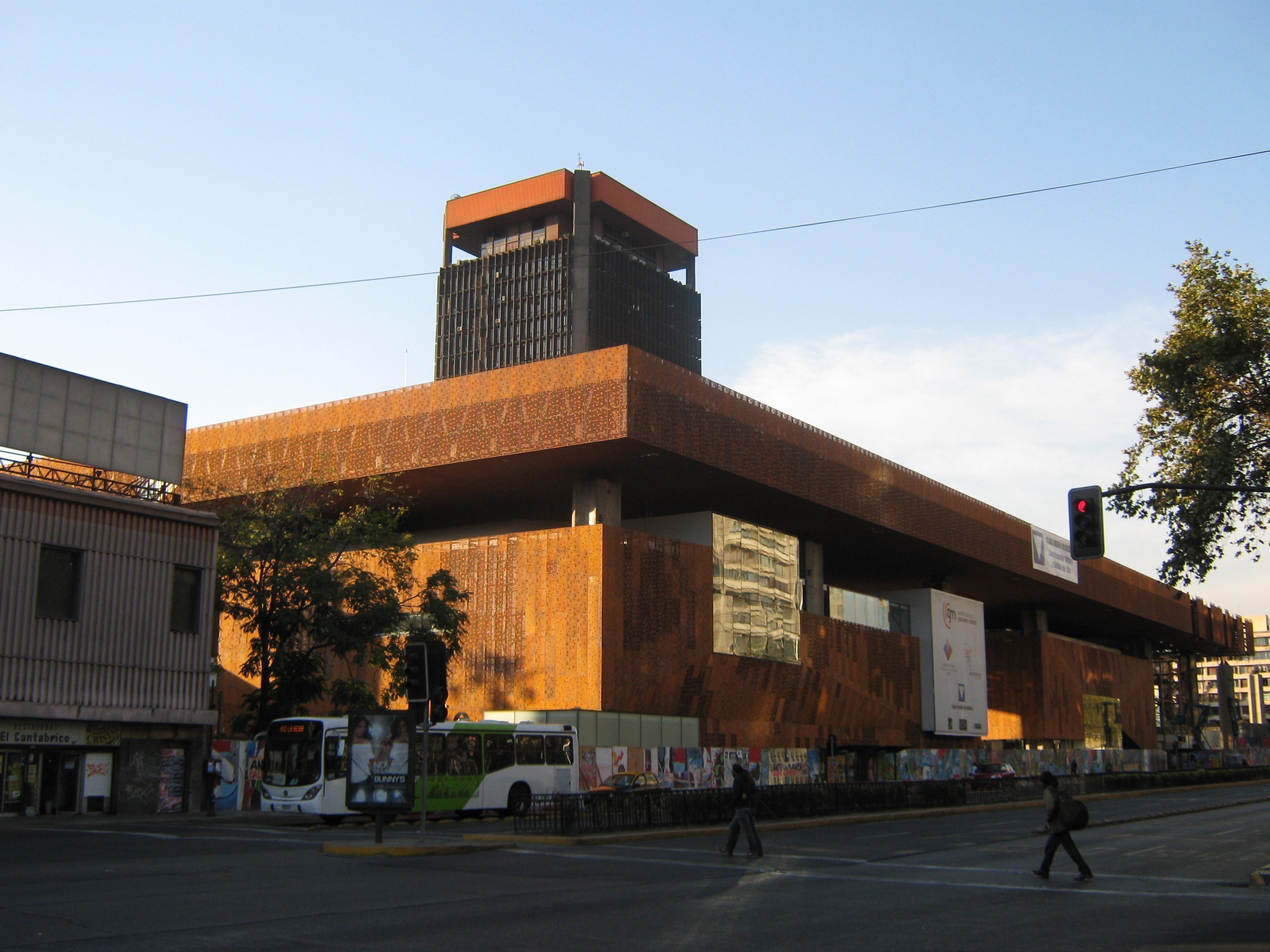
Alameda y el Centro Cultural Gabriela Mistral
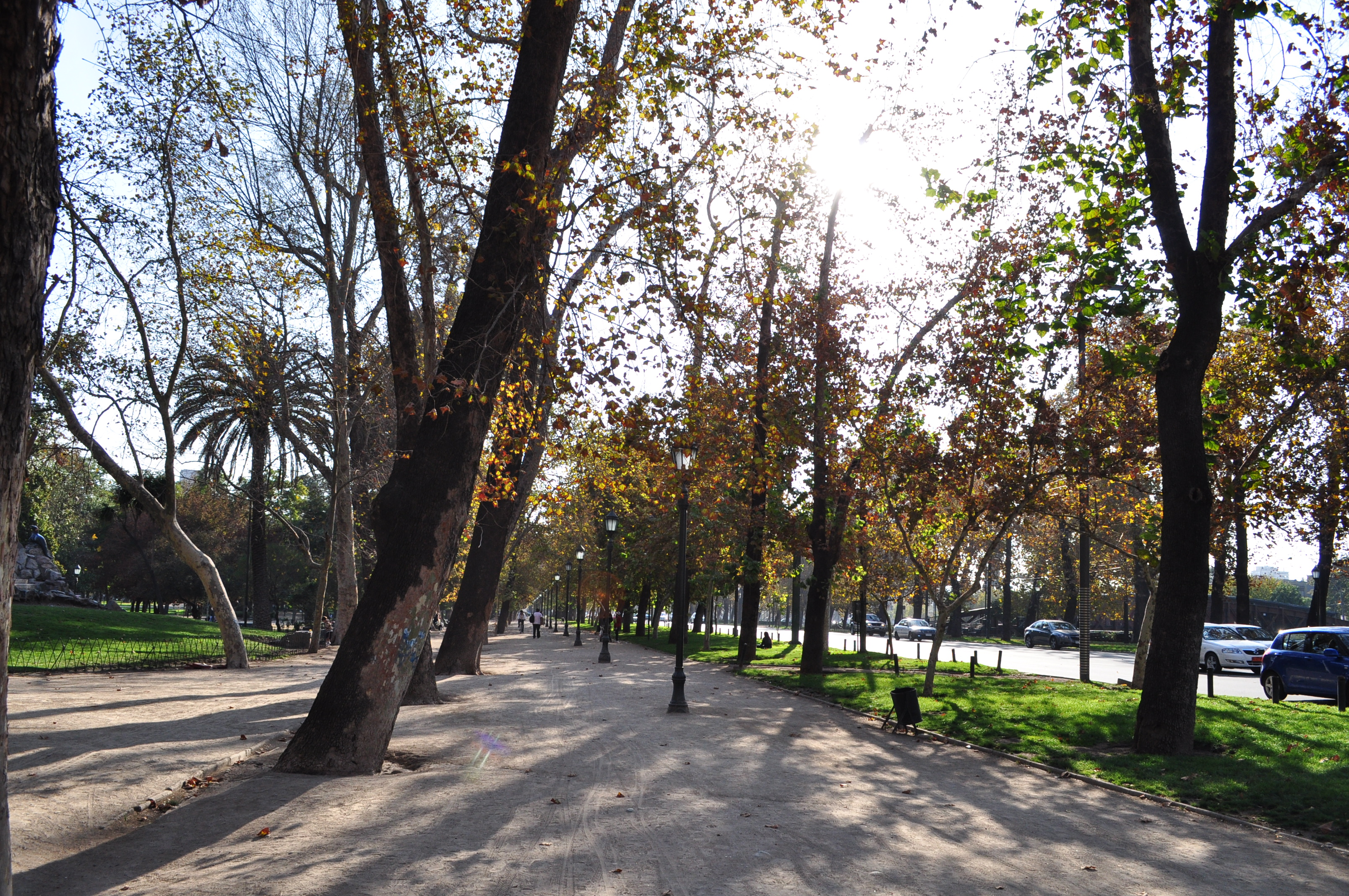
El parque Forestal, con la avenida Cardenal Caro a la derecha
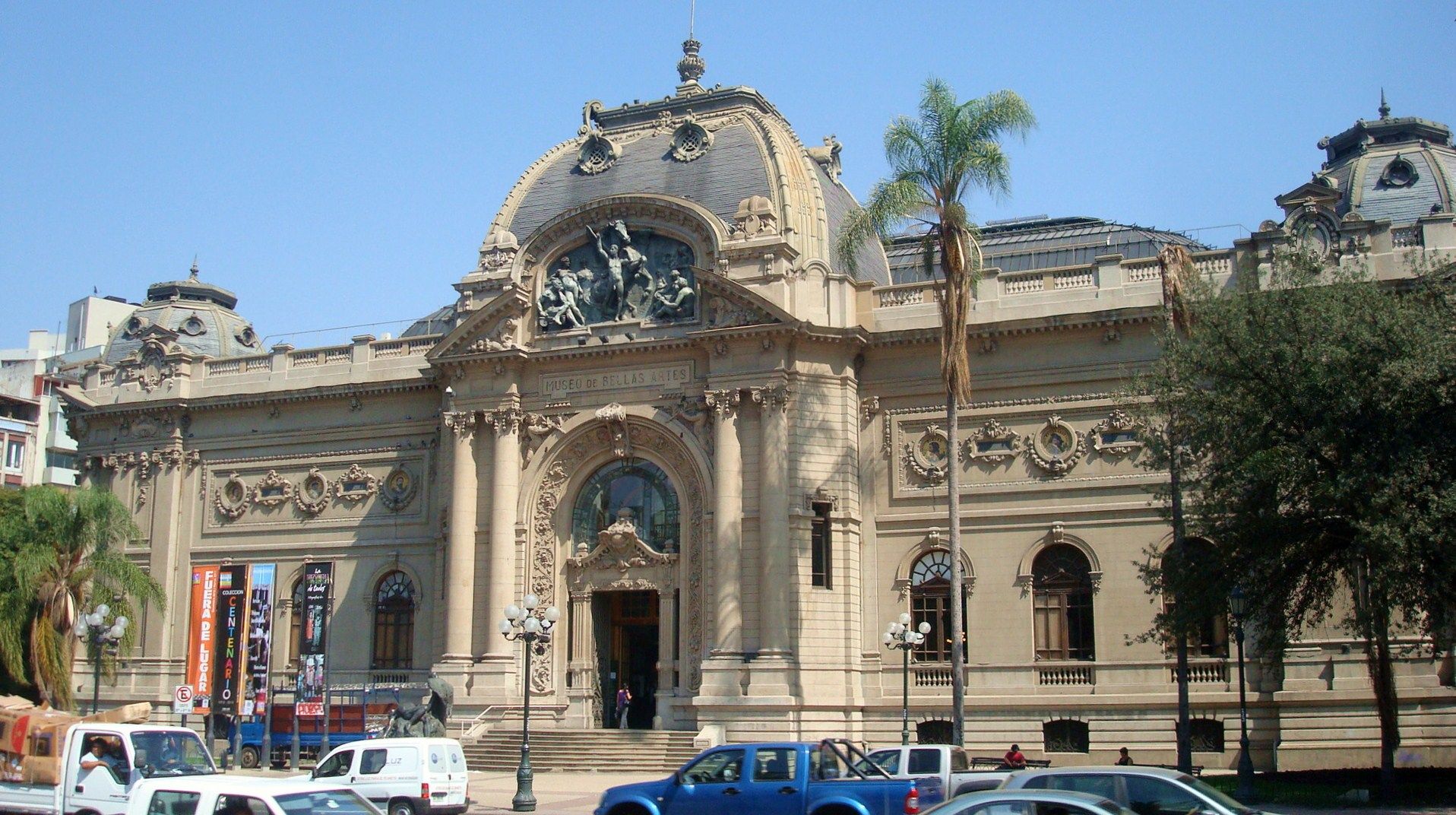
Frontis del Museo Nacional de Bellas Artes

## Resultado
| Edición | Ganador          | Equipo    |
| ------- | ---------------- | --------- |
| 2018    | Jean-Éric Vergne | Techeetah |